# Tethya aurantium
Tethya aurantium (auch bekannt als Meerorange) ist eine kosmopolitisch vorkommende Schwammart. Sie gehört zur Ordnung der Hadromerida aus der Klasse der Hornkieselschwämme.

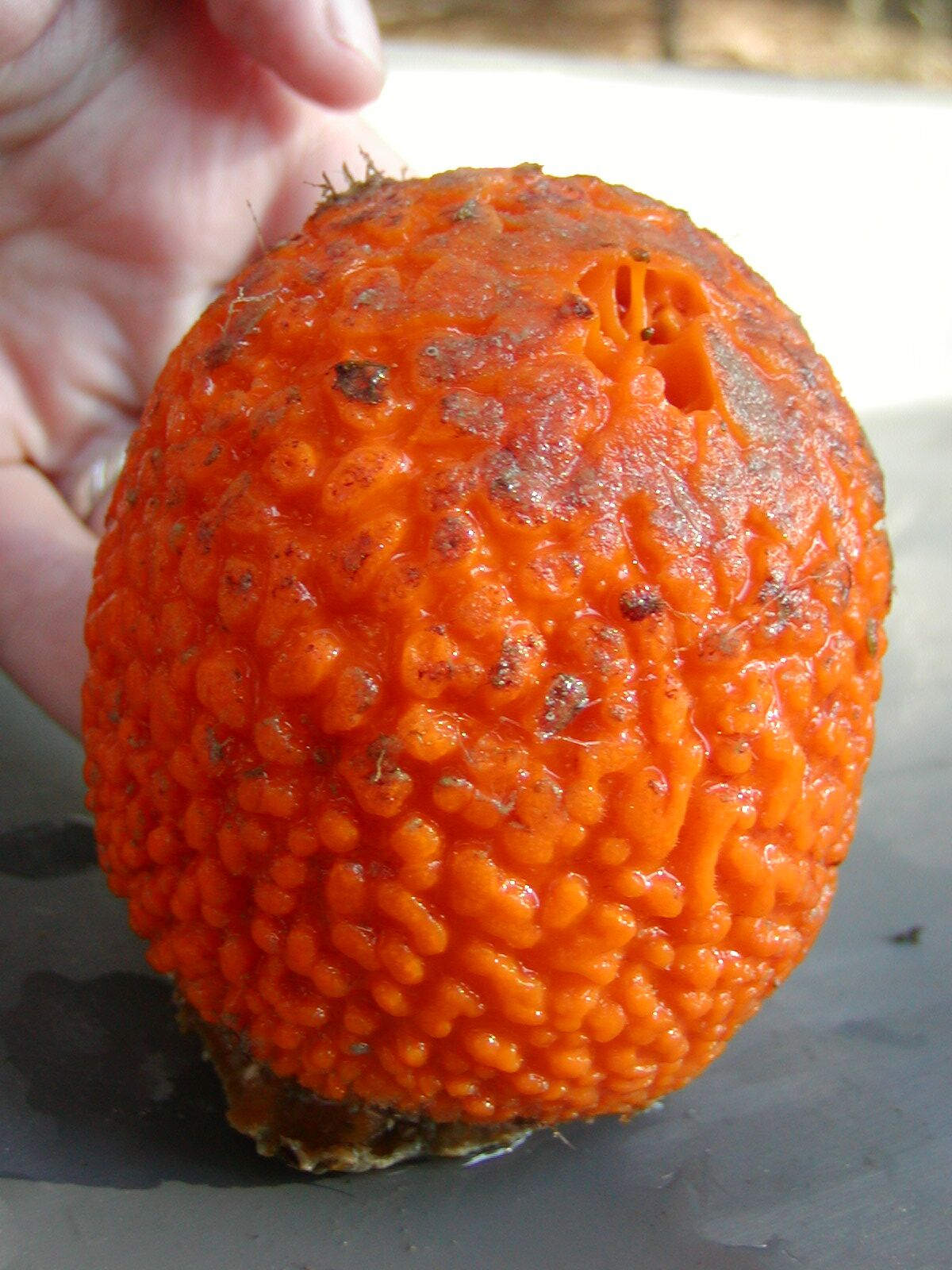
„Meerorange“

Tethya aurantium bildet mehrere radiär verlaufende Bündel aus Silicatnadeln aus. Auf der oberen Hälfte des Schwamms befinden sich warzige Oscula.
Es wurden einzelne Individuen mit bis zu 70 mm Größe beschrieben, wo systematische Sammlungen durchgeführt wurden, lag die Durchschnittsgröße jedoch nur zwischen 11,4 (Südafrika) und 21 mm (Neuseeland).
Die Art vermehrt sich durch Knospen, die an Stielen auf der Oberfläche wachsen.

## Weitere Literatur
- Mary P. Zimmerman, Max Hoberg, Eser Ayanoglu, Carl Djerassi: Cell separation of Tethya aurantia, an analytical study of embryonic and differentiated sponge cells. In: Lipids. Band 25, Nr. 7, Juli 1990, S. 383, doi:10.1007/bf02537981.